# Fred Pailhès
Pour les articles homonymes, voir Pailhès.
Fred Pailhès (né Alfred Henri Pailhès le 22 novembre 1902 au Havre et mort le 15 mai 1991 dans la même ville) est un peintre français connu pour ses paysages portuaires et ses portraits. 

## Biographie
Né en 1902, Fred Pailhès commence à dessiner très jeune. Il est connu pour ses peintures, ses dessins et ses études de paysages portuaires et de bords de mer, notamment Le Havre, Marseille et Cannes. Il est aussi réputé pour ses portraits de petites gens, aussi bien vagabonds que clients des bistrots dans lesquels il se rendait. Il dessinera et peindra jusqu’à sa mort en 1991. 